# Becca Vannetta
Becca Vannetta – szczyt w Alpach Pennińskich, w masywie Mont Collon. Leży w południowej Szwajcarii w kantonie Valais, blisko granicy z Włochami. Szczyt można zdobyć ze schroniska Rifugio Nacamuli al Col Collon (2818 m). Pod szczytem znajduje się sztuczny zbiornik Lago di Place-Moulin.